# Eresia decorata
Eresia decorata är en fjärilsart som beskrevs av Johannes Karl Max Röber 1914. Eresia decorata ingår i släktet Eresia och familjen praktfjärilar. Inga underarter finns listade i Catalogue of Life.